# Sami Khedira
Sami Khedira (ur. 4 kwietnia 1987 w Stuttgarcie) – niemiecki piłkarz, który występował na pozycji pomocnika. W latach 2009–2018 wielokrotny reprezentant Niemiec. Złoty medalista Mistrzostw Świata 2014. Brązowy medalista Mistrzostw Świata 2010 oraz Mistrzostw Europy 2012. Uczestnik Mistrzostw Świata 2018 oraz Mistrzostw Europy 2016.
W swojej karierze występował w takich klubach jak: Real Madryt, Juventus, VfB Stuttgart oraz Hertha BSC.

## Kariera klubowa
Sami Khedira piłkarską karierę rozpoczynał w juniorach VfB Stuttgart, następnie trafiając do klubu TV Oeffingen. W 2004 wrócił do VfB Stuttgart, lecz ze względu na młody wiek, został przesunięty do rezerw tego klubu, który swoje spotkania rozgrywał w Regionallidze Południowej.
W 2006 trener pierwszego zespołu, Armin Veh, przesunął Khedirę do pierwszoligowej drużyny i 1 października tego samego roku, zawodnik zadebiutował w Bundeslidze w zremisowanym 2:2 meczu z Herthą BSC. Natomiast już w swoim czwartym spotkaniu, 29 października, zdobył 2 gole w meczu z FC Schalke 04, a VfB Stuttgart wygrało 3:0. 29 stycznia 2007, zawodnik podpisał swój pierwszy profesjonalny kontrakt do czerwca 2009. W całym sezonie 2006/2007 wystąpił w 22 meczach i zdobył 4 gole. Był jednym z ważniejszych rezerwowych drużyny, która sięgnęła po pierwszy od 15 lat tytuł mistrza Niemiec. Wystąpił także w przegranym 2:3 finale Pucharu Niemiec z 1. FC Nürnberg.
Fantastyczny występ na mistrzostwach świata w 2010 w Południowej Afryce spowodował wielkie zainteresowanie ze strony europejskich gigantów. Najlepszą ofertę przedstawił Real Madryt, który za 13,8 mln euro pozyskał niemieckiego pomocnika. 30 lipca 2010, VfB Stuttgart za pomocą swojej oficjalnej strony potwierdził transfer do Realu Madryt. W debiutanckim sezonie, młody zawodnik rozegrał 40 oficjalnych spotkań, walnie przyczyniając się do zdobycia Pucharu Hiszpanii. 18 października 2011 w meczu z Olympique Lyon, strzelił swoją pierwszą bramkę dla Realu Madryt w Lidze Mistrzów. Na swoją pierwszą ligową bramkę w barwach „Królewskich” musiał czekać do 4 marca 2012, trafiając do siatki RCD Espanyol. „Los Blancos” wygrali to spotkanie 5:0, a Niemiec strzelił drugiego z goli. Świetna postawa zawodnika, była kluczem do zdobycia przez Real Madryt długo wyczekiwanego mistrzostwa Hiszpanii. Sezon 2012/2013 rozpoczął się dla zawodników „Królewskich” wyśmienicie, gdyż zdobyli oni Superpuchar Hiszpanii, pokonując w dwumeczu FC Barcelonę.
W 2015 ogłosił, że pod koniec sezonu 2014/2015 odejdzie z drużyny Los Blancos. 9 czerwca 2015 podpisał 4-letni kontrakt z Juventusem, który zaczął obowiązywać od 1 lipca 2015.

## Kariera reprezentacyjna
W swojej karierze Khedira rozegrał 25 spotkań w młodzieżowych reprezentacjach Niemiec w różnych kategoriach wiekowych. W 2009 otrzymał powołanie na mistrzostwa Europy U-21. Wraz z narodową reprezentacją zdobył złoty medal, pokonując w finale Anglię 4:0.
W seniorskiej reprezentacji zadebiutował 5 października 2009 z RPA. Na boisko wszedł w 73. minucie zmieniając Simona Rolfesa. Wspaniałe występy w sezonie 2009/2010 spowodowały, że Joachim Löw powołał go na afrykański mundial. Niemcy okazali się rewelacją turnieju, zdobywając brązowy medal, a Khedira strzelił zwycięską bramkę w meczu o 3. miejsce.
Sezon 2011/2012 w barwach Realu Madryt był bardzo dobry w wykonaniu Khediry, toteż o miejsce w pierwszym składzie podczas EURO 2012 mógł być spokojny. Khedira znakomicie spisywał się na polsko-ukraińskich boiskach, będąc jednym z najlepszym zawodników swojej reprezentacji. Jego bramka w 1/4 finału z Grecją była jedną z najpiękniejszych w całym turnieju. Niemcy swoją przygodę z EURO zakończyli w 1/2 finału, przegrywając 1:2 z Włochami. Ostatecznie zdobyli brązowe medale, a Khedira został wybrany do Drużyny Marzeń.

## Statystyki kariery
Ostatnia aktualizacja: 5 lipca 2018
| Klub               | Sezon              | Liga  | Liga | Liga   | Puchar krajowy1 | Puchar krajowy1 | Puchar krajowy1 | Europa | Europa | Europa | Inne2 | Inne2 | Inne2  | Razem | Razem | Razem  |
| Klub               | Sezon              | Mecze | Gole | Asysty | Mecze           | Gole            | Asysty          | Mecze  | Gole   | Asysty | Mecze | Gole  | Asysty | Mecze | Gole  | Asysty |
| ------------------ | ------------------ | ----- | ---- | ------ | --------------- | --------------- | --------------- | ------ | ------ | ------ | ----- | ----- | ------ | ----- | ----- | ------ |
| VfB Stuttgart      | 2006/07            | 22    | 4    | 2      | 4               | 0               | 1               | –      | –      | –      | –     | –     | –      | 26    | 4     | 3      |
| VfB Stuttgart      | 2007/08            | 24    | 1    | 2      | 5               | 0               | 1               | 5      | 0      | 1      | –     | –     | –      | 34    | 1     | 4      |
| VfB Stuttgart      | 2008/09            | 27    | 7    | 3      | 2               | 0               | 0               | 8      | 1      | 1      | –     | –     | –      | 37    | 8     | 4      |
| VfB Stuttgart      | 2009/10            | 25    | 2    | 5      | 2               | 1               | 0               | 8      | 0      | 2      | –     | –     | –      | 35    | 3     | 7      |
| VfB Stuttgart      | Łącznie            | 98    | 14   | 12     | 12              | 1               | 2               | 21     | 1      | 4      | –     | –     | –      | 132   | 16    | 18     |
| Real Madryt        | 2010/11            | 25    | 0    | 1      | 7               | 0               | 1               | 8      | 0      | 1      | –     | –     | –      | 40    | 0     | 3      |
| Real Madryt        | 2011/12            | 28    | 2    | 2      | 4               | 1               | 1               | 8      | 1      | 0      | –     | –     | –      | 42    | 4     | 3      |
| Real Madryt        | 2012/13            | 25    | 3    | 2      | 6               | 1               | 1               | 11     | 0      | 2      | –     | –     | –      | 44    | 4     | 5      |
| Real Madryt        | 2013/14            | 13    | 1    | 1      | 0               | 0               | 0               | 5      | 0      | 0      | –     | –     | –      | 18    | 1     | 1      |
| Real Madryt        | 2014/15            | 11    | 0    | 0      | 3               | 0               | 0               | 2      | 0      | 0      | 1     | 0     | 0      | 17    | 0     | 0      |
| Real Madryt        | Łącznie            | 102   | 6    | 6      | 20              | 2               | 3               | 34     | 1      | 3      | 5     | 0     | 0      | 161   | 9     | 12     |
| Juventus F.C.      | 2015/16            | 20    | 5    | 4      | 1               | 0               | 0               | 4      | 0      | 0      | –     | –     | –      | 25    | 5     | 4      |
| Juventus F.C.      | 2016/17            | 31    | 5    | 3      | 4               | 0               | 0               | 11     | 0      | 0      | –     | –     | –      | 46    | 5     | 3      |
| Juventus F.C.      | 2017/18            | 26    | 9    | 3      | 5               | 0               | 1               | 8      | 0      | 3      | –     | –     | –      | 39    | 9     | 7      |
| Juventus F.C.      | 2018/19            | 10    | 2    | 0      | 3               | 0               | 0               | 4      | 0      | 0      | –     | –     | –      | 17    | 2     | 0      |
| Juventus F.C.      | 2019/20            | 12    | 0    | 1      | 1               | 0               | 0               | 5      | 0      | 0      | –     | –     | –      | 18    | 0     | 1      |
| Juventus F.C.      | Łącznie            | 99    | 21   | 11     | 14              | 0               | 1               | 32     | 0      | 3      | –     | –     | –      | 145   | 21    | 15     |
| Hertha BSC         | 2020/21            | 9     | 0    | 2      | –               | –               | –               | –      | –      | –      | –     | –     | –      | 9     | 0     | 2      |
| Hertha BSC         | Łącznie            | 9     | 0    | 2      | –               | –               | –               | –      | –      | –      | –     | –     | –      | 9     | 0     | 2      |
| Łącznie w karierze | Łącznie w karierze | 308   | 41   | 31     | 46              | 3               | 6               | 87     | 2      | 10     | 0     | 0     | 0      | 447   | 46    | 47     |

1(Superpuchar krajowy), (Puchar Ligi Niemieckiej)

2(Superpuchar Europy, Klubowe Mistrzostwa Świata)

## Dalsza kariera
Karierę piłkarską zakończył 1 lipca 2021 w Hercie Berlin. Od 2022 jest członkiem zarządu struktur VfB Stuttgart.

## Sukcesy

### VfB Stuttgart
- Mistrzostwo Niemiec: 2006/07

### Real Madryt
- Mistrzostwo Hiszpanii: 2011/12
- Puchar Hiszpanii: 2010/11, 2013/14
- Superpuchar Hiszpanii: 2012
- Liga Mistrzów: 2013/14
- Superpuchar Europy: 2014
- Klubowe mistrzostwo świata: 2014

### Juventus
- Mistrzostwo Włoch: 2015/2016, 2016/2017, 2017/2018 2018/2019, 2019/2020
- Puchar Włoch: 2015/2016, 2016/2017, 2017/2018
- Superpuchar Włoch: 2015, 2018

### Reprezentacyjne
- Mistrzostwo świata: 2014
- Mistrzostwo Europy U-21: 2009
- 3. miejsce na mistrzostwach świata: 2010
- 3. miejsce na mistrzostwach Europy: 2012

### Indywidualnie
- Drużyna marzeń według UEFA podczas Mistrzostw Europy 2012 w Polsce i Ukrainie.

## Życie prywatne
Sami Khedira urodził się w rodzinie emigranta z Tunezji i rodowitej Niemki, którzy poznali się kilka lat wcześniej w arabskim kurorcie na tunezyjskiej północy o nazwie Hammamet. Ma dwóch braci. Jeden z nich, Rani, także został piłkarzem i juniorskim reprezentantem Niemiec.
Po ukończeniu szkoły średniej Sami Khedira przez pół roku odbywał praktykę w zawodzie urzędnika przemysłowego. Gdy pierwszy zespół VfB przejął Rainer Adrion, młody piłkarz powrócił na boisko. Narzeczoną piłkarza była niemiecka modelka Lena Gercke.

## Odznaczenia
- Srebrny Liść Laurowy (2014)[4]
- Order Zasługi Badenii-Wirtembergii (2016)[5]